# Руне Ларссон (арбітр)
Руне Ларссон (швед. Rune Larsson, нар. 25 червня 1952, Готланд) — футбольний арбітр зі Швеції, арбітр ФІФА з 1985 по 1992 рік. Як арбітр брав участь у молодіжному чемпіонаті світу 1987 року у Чилі, де провів три ігри. За свою кар'єру Ларссон вів загалом відсудив 202 матчі у вищому дивізіоні шведського футболу — Аллсвенскані.

## Міжнародні матчі
| Дата                 | Матч                   | Рахунок | Турнір                        | ЖК | YK · YK · RK | RK |
| -------------------- | ---------------------- | ------- | ----------------------------- | -- | ------------ | -- |
| 25 вересня 1985 року | Фінляндія — Туреччина  | 1 — 0   | Кваліфікація чемпіонату світу | ?  | ?            | ?  |
| 12 серпня 1987 року  | СРСР — Норвегія        | 1 — 0   | Кваліфікація ОІ               | ?  | ?            | ?  |
| 20 квітня 1988 року  | Данія — Греція         | 4 — 0   | Кваліфікація ОІ               | ?  | ?            | ?  |
| 19 жовтня 1988 року  | СРСР — Австрія         | 2 — 0   | Кваліфікація чемпіонату світу | ?  | ?            | ?  |
| 31 травня 1989 року  | Норвегія — Австрія     | 4 — 1   | Товариський матч              | ?  | ?            | ?  |
| 12 жовтня 1989 року  | ОАЕ — Північна Корея   | 0 — 0   | Кваліфікація чемпіонату світу | 2  | ?            | ?  |
| 24 жовтня 1989 року  | Китай — Північна Корея | 1 — 0   | Кваліфікація чемпіонату світу | 5  | ?            | ?  |
| 25 березня 1992 року | Італія — Німеччина     | 1 — 0   | Товариський матч              | ?  | ?            | ?  |
| 27 травня 1992 року  | Нідерланди — Австрія   | 3 — 2   | Товариський матч              | ?  | ?            | ?  |